# Нижній Нагольчик
Нижній Нагольчик — селище в Україні, в Антрацитівській міській громаді Ровеньківського району Луганської області.

## Населення
За даними перепису 2001 року населення селища становило 1759 осіб, з них 85,79 % зазначили рідною українську мову, 14,16 % — російську, а 0,05 % — іншу.

### Мова
Розподіл населення за рідною мовою за даними перепису 2001 року:
| Мова       | Кількість | Відсоток |
| ---------- | --------- | -------- |
| українська | 1509      | 85.79%   |
| російська  | 249       | 14.15%   |
| білоруська | 1         | 0.06%    |
| Усього     | 1759      | 100%     |

## Видатні уродженці
- Ходаков Микола Іванович — український радянський діяч.
- Шевченко Володимир Васильович — український радянський діяч.